# ساموئل سه‌ویان
ساموئل آرمنی سه‌ویان ((به ارمنی: Սամվել (Սամուել) Արմենի Սևյան)؛ (به انگلیسی: Samuel Sevian)؛ زادهٔ ۲۶ دسامبر ۲۰۰۰) شطرنج‌باز ارمنی‌تبار اهل ایالات متحده آمریکا است که دارنده عنوان استادبزرگ شطرنج است.

## نگارخانه

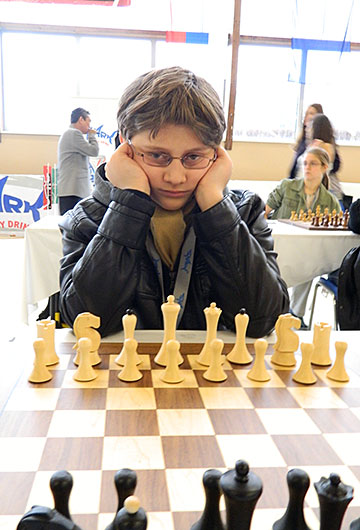